# Mecanorma
Mecanorma S.A. — francuskie przedsiębiorstwo z branży poligraficznej, posiadające swoje spółki dystrybucyjne m.in. w Niemczech. Pod koniec lat 80. XX w. czołowy dostawca materiału znakowego dla architektów, grafików i designerów, początkowo specjalizujący się w produkcji szablonów do druku natychmiastowego (ang. dry-transfer lettering) i wzornictwie liter. 1989–1994 prace nad digitalizacją posiadanych projektów czcionek. W 1995 firma zmieniła profil — zajęła się projektowaniem wnętrz. W 1999 została przejęta przez holenderskie przedsiębiorstwo Trip Productions.